# 谷正鼎
谷正鼎（1903年10月24日—1974年11月1日），字銘樞，貴州安順人。与两位兄长谷正倫與谷正綱同为国民党中央执行委员，时人称“一门三中委”。其夫人皮以書也曾經當選為立委，被稱為國民黨的神仙眷侶。

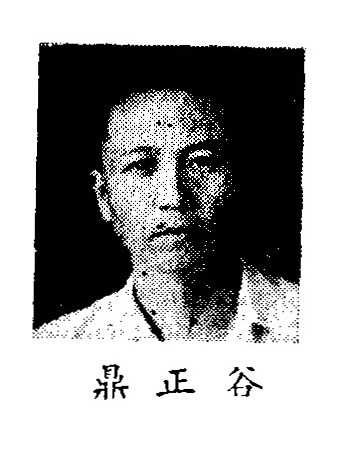

畢業於德國柏林大學。民国十四年（1925年），入蘇聯莫斯科中山大學進修。民国二十一年（1932年）10月，任监察院监察委员。民国二十六年（1937年），补选为国民党中央执行委员。抗战期间，先后担任西北绥靖公署厅长等职。抗战胜利后，当选制宪国民大会代表。民国三十七年1月（1948年），当选行宪后第一届立法院立法委员。1952年，任国民党中央评议委员会委员。1974年病逝於臺北。